# Луи Дюмон
Луи Дюмон (на френски: Louis Dumont) е френски антрополог и изследовател на история на идеите. Участвал в семинарите на Марсел Мос, провежда теренни изследвания и се утвърждава като значим теоретик в социалните науки. Той е доцент в Оксфордския университет през 50-те години на ХХ век и е директор на L'Ecole des hаutes études en sciences sociales (EHESS) в Париж. Специалист е по култури и общества, като изследва особено задълбочено западната социална философия и идеологии. Той е широко познат с изследването си на кастите в Индия, с идеите си за йерархиите и с интелектуалната си история за представите на Запада за равенството и индивидуализма. Започнал с теренни наблюдения в Южна Франция, по-късно той заминава за Индия и впоследствие се утвърждава като един от най-добрите ѝ изследователи.